# 盧藏用
盧藏用（664年—713年），字子潛，幽州范陽（今河北省涿州市）人，唐朝官员。
度支尚書盧承慶之侄孫，父盧璥，官至魏州司馬，嫡母李晋。藏用少以辭學著稱，進士出身，隐居於终南山，學辟穀、練氣之術。武后长安年间，征授左拾遗。
唐中宗神龙中，历任起居舍人、中书舍人、兵部、吏部、工部、户部、黄门五侍郎、尚书右丞，兼修文馆学士。先天政變中，因附太平公主，被流放新州。开元初年，恢复官职为黔州都督府长史，兼判都督事，未上任而卒。
卢藏用工于篆书、隶书，好琴棋，被当时人称为多能之士。少年时與陳子昂、趙貞固友善，陈、赵二人早卒，卢藏用抚养他们的子女，被人称善。他有文集二十卷，《全唐诗》录存其诗八首。
卢藏用早年与兄长卢徵明隐居终南山，来往于少室、终南二山，当时人称为“随驾隐士”，他的道士朋友司马承祯要退隐天台山，卢藏用指着终南山说：“此山中大有好处，何必跑到天台山。”司马承祯说：“以我之见，这是通向官场的捷径啊。”卢藏用大感羞愧。
卢藏用夫人郑冲，朔州鄯阳县令郑无遗之女。景云年间，封仙源县君、华阳郡君、华阳郡夫人。信奉佛教30年。天宝九载（750年）九月十日卒，年六十五。一女嫁彭城县主簿郑瑊。

## 註解
1. ↑  成语“終南捷徑”典故于此，源因終南山距離長安頗近，常有當朝的達官顯貴入山行走，或是尋幽訪勝、或是燒香拜佛，隱居在此的居士因此頗有入朝為官的機緣，所以終南山被當成是求官、求名利的捷徑。